# Yui Ogura (eroge)
Yui Ogura (小倉 結衣?, Ogura Yui; Tokyo, 17 ottobre ...) è una doppiatrice e cantante giapponese, nota per aver prestato la voce alle protagoniste di vari eroge.
Dal 9 maggio 2016 ha un contratto con ACT.OZ.

## Ruoli

### Anime
2009
- Anata dake konbanwa (Reiko Yoshisuzu)

2011
- Imōto paradise! (Rio Nanase)

2013
- Da Capo III (Yūhi Takanashi)
- Koikishi Purely Kiss (Akari Kazama)

2014
- Chichiiro toiki (Mika)

2017
- Nekopara (Maple)

### Eroge
2003
- Ingoku seijo gakuen (Ryōko Furusawa)
- Ingoku no yakata (Matsuri Futaba)
- Umi kara kuru mono (Megumi Mishima)
- Hajiyome "osanazuma oshioki adventure" (Haruka Momose)

2004
- Shōnen-tachi no byōtō (Haruka Hira)
- Hard Scandal: in'yoku no onna kyōshi (Ayaka Yamamoto)

2005
- Gadget (Keiko Kurosawa)
- Gadget -FanDisc- (Keiko Kurosawa)
- .fuck Vol.1: Kanae-hen (Kanae)

2006
- Supitan: Spirits Expedition -in the Phantasmagoria- (Muller Sefisu)
- .fuck Complets (Kanae)

2007
- Tokidoki seiten o miagete (Chinatsu Saegusa)

2008
- Injoku no seiki: kaikan ni ochita hime (Sara)
- Kenjutsu shōjo Izumi Rei to mujintō: ouchi no okite da... (Rei Izumi)
- Da Capo II: Plus Communication (Mahiru Takanashi)

2009
- Ano aoi umi yori (Umi Miyakura)
- Imōto sumairo (Tōka Kitasato)
- Angel Navigate (Koharu Shinjō)

2010
- Areas: sora ni utsusu kimi to no sekai (Yui Natsumi)
- Sakura no shippo: Sakura Tale Fandisc (Rinko Wakaba)
- Subarashiki hibi: furenzoku sonzai (Kagami Wakatsuki)

2011
- Aneiro (Kaoruko Hibino)
- Artemis Blue (Haru Tajima)
- Damatte watashi no muko ni nare! (Reona Shirakawa)
- Tomgirls of the Mountains: josou sanmyaku (Fumio Hieda)

2012
- Eiyuu Senki (Himiko)
- Kamigakari cross heart! (Koneko Kagurazaka)
- Hotchkiss (Yukino Ashikawa)

2013
- Namaiki deletion (Shiori Nishimura)
- Amatarasu riddle star (Miu Yukishiro)
- School Idol QT Cool (Aya Kuriyama)
- Yume ka utsutsu ka matryoshka (Shiori Mukunoki)

2014
- Melty Moment (Yua Sakurai)
- Innocent Girl (Hinako Minami)
- Eiyuu Senki Gold (Himiko)
- Dōshite, sonna ni kuroi kami ga suki na no? (Iwanaga no Ichōhime)
- Nekopara Vol. 1 (Maple)

2015
- Shirogane × Spirits! (Setsuna Shinonome)
- Nekopara Vol. 0 (Maple)
- Boku to koi suru ponkotsu akuma. (Riria Kiritani)
- Izumo 4 (Misora Kuze)

2016
- Nekopara Vol. 2 (Maple)
- School of Fantasia (Himeno Kashinoura)
- Boku to koi suru ponkotsu akuma. Suggoi ecchi! (Riria Kiritani)
- Amatsutsumi (Hotaru Minazuki)

2017
- Amanatsu adolescence (Sasha Alexeievna Maiakovskaia)
- Nekopara Vol. 3 (Maple)
- Ai yori aoi umi no hate (Ai)
- Josō sennen ōkoku (Philia)

2018
- Nekopara Extra (Maple)

2019
- Harame ~Seishi o Hoshigaru Midara na Oshiego~ (Saki Niina)